# 張昭 (南朝)
张昭（?—?），字德明，南北朝时陈朝人，吴郡吴县（今江苏省苏州市）人，张的哥哥。
张昭侍养父母非常孝顺，于礼无违。父亲患消渴病，喜欢吃鲜鱼，张昭自己结网捕鱼，朝夕不缺。父亲去世，他不穿绵帛，不吃盐醋。为父服孝没有结束，母亲陆氏又亡。张昭、张乾兄弟居丧一共六年，家贫，不能大葬，于是布衣食素，十多年杜门不出。因哀成疾，张昭一只眼睛失明，年纪不到五十就在家中去世。